# Quercus longinux
Espèce
Synonymes
- Cyclobalanopsis kanehirae Nakai[1]
- Cyclobalanopsis longinux (Hayata) Schottky[1]
- Cyclobalanopsis pseudomyrsinifolia (Hayata) Schottky[1]
- Cyclobalanopsis taichuensis (Hayata) Schottky[1]
- Quercus glauca var. longinux (Hayata) Menitsky[1]
- Quercus kanehirai Nakai[1]
- Quercus longinux var. kanehirai (Nakai) J.C.Liao[1]
- Quercus pseudomyrsinifolia Hayata[1]
- Quercus taichuensis Hayata[1]

Quercus longinux est une espèce de chênes du sous-genre Cyclobalanopsis. L'espèce est présente à Taïwan (Chine).

## Liste des variétés
Selon Tropicos (4 janvier 2020) :
- variété Quercus longinux var. kanehirai (Nakai) J.C. Liao
- variété Quercus longinux var. kuoi (J.C. Liao) C.F. Shen
- variété Quercus longinux var. pseudomyrsinifolia (Hayata) J.C. Liao